# Fernando Afán de Ribera Enríquez
Fernando Afán de Ribera Enríquez (Sevilla, 10 de mayo de 1583-Villach, 28 de marzo de 1637) fue un noble, diplomático y hombre de estado español. Fue III duque de Alcalá de los Gazules, VIII conde de los Molares y V marqués de Tarifa.

## Biografía
Fue adelantado mayor de la frontera de Andalucía y notario mayor de Andalucía; ocupó los cargos de embajador ante la Santa Sede y vicario general en Italia en tiempos de Urbano VIII; fue sucesivamente virrey de Cataluña, Nápoles y Sicilia, así como gobernador de Milán. 
Amante de las letras y de las artes, ejerció como mecenas de varios artistas y acumuló una notable cantidad de obras de arte, así como una amplia biblioteca, en su residencia en la Casa de Pilatos sevillana.
Murió en 1637 en Villach, de camino a una misión diplomática en Colonia a la que le había enviado el rey Felipe IV como plenipotenciario para negociar el fin de la guerra de los Treinta Años. Sus restos fueron trasladados a España y enterrados en el monasterio de la Cartuja de Sevilla. Como Brown y Kagan indican en su artículo The Duke of Alcalá: His Collection and Its Evolution, algunas de las obras que había ido coleccionando a lo largo de su vida fueron vendidas para pagar sus deudas y el resto fueron entregadas a familiares para que las colocaran en lugares privados de oración. 
Lope de Vega le dedicó una comedia que tenía por título Lo cierto por lo dudoso.

## Familia
Fue el primogénito de Fernando Enríquez de Ribera y Cortés, IV marqués de Tarifa, y de Ana Téllez-Girón (hija del I duque de Osuna). De su matrimonio con Beatriz de Moura, hija de Cristóbal de Moura tuvo cinco hijos:
- Fernando Afán de Ribera Enríquez (m. 1633), VI marqués de Tarifa, casado con Ana de Mendoza Sandoval.
- Margarita Enríquez, muerta en la infancia.
- Ana Girón Enríquez de Ribera, casada con Pedro Fajardo de Zúñiga y Requesens, V marqués de los Vélez.
- María Enríquez de Ribera, IV duquesa de Alcalá, casada con el VII duque de Montalto, Luis Guillén de Moncada y Aragón.
- Fernando Enríquez de Ribera.

De sus relaciones extramatrimoniales dejó algunos hijos ilegítimos, entre ellos Fernando Enríquez de Ribera, comendador de Huélamo en la Orden de Santiago y Payo Enríquez de Ribera, que llegó a ser arzobispo de México y virrey de Nueva España.
| Predecesor: Francisco Fernández de la Cueva, duque de Alburquerque | Virrey de Cataluña 1619 - 1622  | Sucesor: Joan Sentís y Sunyer                           |
| Predecesor: Antonio Álvarez de Toledo, duque de Alba               | Virrey de Nápoles 1629 - 1631   | Sucesor: Manuel de Acevedo y Zúñiga, conde de Monterrey |
| Predecesor: Francisco Fernández de la Cueva, duque de Alburquerque | Virrey de Sicilia 1632 - 1635   | Sucesor: Luis Guillermo de Moncada, duque de Montalto   |
| Predecesor: Diego Mexía, marqués de Leganés                        | Gobernador de Milán 1636 - 1636 | Sucesor: Juan Velasco de la Cueva y Pacheco             |